# موتور ولی هشتوگانی
موتور ولی هشتوگانی یک منطقهٔ مسکونی در ایران است که در دهستان جازموریان واقع شده‌است. موتور ولی هشتوگانی ۱۰۴ نفر جمعیت دارد.